# Eeserveen
Eeserveen – wieś w Holandii, w prowincji Drenthe, w gminie Borger-Odoorn.